# Anita Borg
Anita Borg (ur. 17 stycznia 1949 w Chicago, zm. 6 kwietnia 2003 w Sonomie) – amerykańska informatyczka, założycielka Institute for Women and Technology (obecnie Anita Borg Institute for Women and Technology) oraz Grace Hopper Celebration of Women in Computing.

## Życiorys
Urodziła się w Chicago jako Anita Borg Naffz. Dorastała w Palatine (Illinois), Kāneʻohe i Mukilteo (Waszyngton). Borg podjęła pierwszą pracę jako programistka w 1969 r. Pomimo zamiłowania do matematyki w okresie dorastania, pierwotnie nie zamierzała poświęcić się informatyce. Sama nauczyła się programować pracując w małym przedsiębiorstwie ubezpieczeniowym. Obroniła doktorat z informatyki na Uniwersytecie Nowojorskim w 1981 r. Przedmiotem jej rozprawy doktorskiej była efektywność synchronizacji systemu operacyjnego.
Po uzyskaniu tytułu doktora Borg spędziła cztery lata na tworzeniu tolerującego awarie systemu operacyjnego opartego na Uniksie, początkowo dla spółki Auragen Systems Corp. z siedzibą w New Jersey, a potem dla Nixdorf Computer w Niemczech.
W 1986 r. zaczęła pracować dla Digital Equipment Corporation, gdzie pozostała przez 12 lat, w pierwszej kolejności w Western Research Laboratory. Pracując w Digital Equipment opracowała i opatentowała metodę generowania kompletnych ścieżek adresowych dla celów analizy i projektowania systemów pamięci wysokiej szybkości. Jej doświadczenie ze stale rosnącą listą mailingową Systers, którą założyła w 1987 r., poprowadziło ją w kierunku pracy nad komunikacją e-mailową. Jako inżynier konsultant w kierowanym przez Brian Reida Network Systems Laboratory opracowała MECCA - system komunikacji dla społeczności wirtualnych oparty na poczcie elektronicznej i Internecie.
w 1997 r. Borg opuściła Digital Equipment Corporation i podjęła pracę jako badacz w biurze dyrektora ds. technicznych Xerox PARC. Wkrótce po rozpoczęciu pracy w Xeroksie, już jako organizatorka pierwszej konferencji Grace Hopper Celebration of Women in Computing w 1994 r., powołała Institute for Women and Technology.

## Działalność na rzecz kobiet w technice
Borg zdecydowanie opowiadała się za pracą na rzecz zwiększenia reprezentacji kobiet w dziedzinach technicznych. Jej celem było osiągnięcie 50% udziału kobiet w naukach komputerowych do 2020 r.. Dążyła do tego, by w dziedzinach technicznych kobiety były w równym stopniu reprezentowane na wszystkich szczeblach, oraz by była to przestrzeń, w której kobiety mogłyby wpływać i odnosić korzyści z technologii.

### Systers
W 1987 r. Borg stworzyła Systers, pierwszą sieć mailingową dla kobiet w technologii. Kiedy uczestniczyła w Symposium on Operating Systems Principles, (SOSP), uderzyło ją to, jak niewiele kobiet było obecnych na konferencji. Borg i sześć lub siedem innych kobiet spotkały się w damskiej toalecie i rozmawiały o tym, jak niewiele kobiet zajmuje się informatyką. Tuzin uczestniczek konferencji umówił się na lunch i w tych właśnie okolicznościach powstała idea Systers.
Systers powstała jako prywatna przestrzeń dla jej członkiń przeznaczona do wymiany wspólnych doświadczeń. Członkiniami Systers mogły być jedynie wysoko wykwalifikowane technicznie kobiety, a dyskusja była ograniczona do kwestii związanych z techniką. Borg sprawowała pieczę nad Systers do 2000 r.. W Systers od czasu do czasu podejmowano tematy mniej techniczne, ale odnoszące się do członkiń sieci. W 1992 r., kiedy spółka Mattel rozpoczęła sprzedaż lalki Barbie mówiącej „lekcja matematyki jest trudna”, głosy protestu zainicjowane na liście Systers wpłynęły na usunięcie tej frazy z mikro-czipu zabawki przez producenta.

### Grace Hopper Celebration of Women in Computing
W 1994 r. Anita Borg i Telle Whitney powołały Grace Hopper Celebration of Woman Computing. Kierując się pierwotnym pomysłem konferencji zorganizowanej przez i przeznaczonej dla informatyczek, Borg i Whitney nakreśliły swój plan podczas wspólnego obiadu. Pierwsza konferencja Grace Hopper Celebration of Women in Computing odbyła się w Waszyngtonie w czerwcu 1994 r. i zgromadziła łącznie 500 techniczek.

### Institute for Women and Technology
w 1997 r. Borg powołała Institute for Women and Technology (Instytut Kobiet i Technologii, obecnie Anita Borg Institute for Women and Technology). Celami stojącymi za stworzeniem tej instytucji były zwiększenie reprezentacji kobiet w dziedzinach technicznych oraz umożliwienie kobietom tworzenie więcej technologii. W chwili powstania Instytut mieścił się w Xerox PARC, jednakże był niezależną organizacją non-profit. Instytut został powołany jako eksperymentalna organizacja badawczo-rozwojowa skupiająca się na zwiększaniu wpływu kobiet na technikę oraz zwiększanie wpływu techniki na życie kobiet na całym świecie. Organizacja prowadziła szereg programów zwiększających rolę techniki, budujących sieci wykształconych technicznie kobiet, oraz zapewniających wpływ głosu kobiet na rozwój technologiczny.
W 2002 r. Telle Withney przejęła stanowisko prezeski Instytutu. W 2003 r. Instytut został przemianowany w celu uhonorowania Anity Borg. Anita Borg Institute for Women and Technology od swojego powstania stale rozszerzał swoją działalność na terytorium Stanów Zjednoczonych i podejmował działalność międzynarodową, rosnąc ponad czterokrotnie.

## Nagrody i wyróżnienia
Borg spotkała się z uznaniem zarówno jej osiągnięć jako informatyczki, jak i jej pracy na rzecz kobiet w informatyce. W 1995 r. Otrzymała Augusta Ada Lovelace Award od Association for Women in Computing za jej pracę na rzecz kobiet w dziedzinach informatycznych. W 1996 r. została wprowadzona jako członkini Association for Computing Machinery. W 1999 r. prezydent Bill Clinton powołał ją do Prezydenckiej Komisji na rzecz Postępu Kobiet i Mniejszości w Nauce, Inżynierii i Technice. Powierzono jest rekomendowanie ogólnonarodowych strategii na rzecz poszerzenia udziału kobiet na tych polach.
W 2002 r. otrzymała Nagrodę Heinza z dziedziny techniki, ekonomii i zatrudnienia. Także w 2002 r. Uniwersytet Carnegie Mellon przyznał jej tytuł doktora honoris causa z dziedziny nauki i techniki.
Electronic Frontier Foundation przyznała jej nagrodę EFF Pioneer Award, została także wyróżniona przez Girl Scouts of the USA. Znalazła się na liście Top 100 kobiet w informatyce opublikowanej przez Open Computing Magazine. Borg była członkiem rady dyrektorów Computing Research Association oraz członkiem Komitetu ds. Kobiet w Nauce i Inżynierii amerykańskiej Narodowej Rady Badawczej.

## Dziedzictwo
W 1999 r. u Borg zdiagnozowano guz mózgu. Mimo to przewodniczyła Instytutowi do 2002 r.. Zmarła 6 kwietnia 2003 r. w Sonomie w stanie Kalifornia.
W 2003 r. Institute for Women and Technology dla uhonorowania Borg zmienił nazwę na Anita Borg Institute for Women and Technology. Jej imieniem nazwano także szereg nagród przyznawanych przez Instytut, m.in. Anita Borg Social Impact Award, Anita Borg Technical Leadership Award oraz Anita Borg Top Company for Technical Women Award.
W uznaniu jej dorobku nazwano także kilka innych nagród i programów. Google w 2004 uruchomił program stypendialny Google Anita Borg Memorial Scholarship. Program rozszerzono na uczestniczki z Kanady, Australii, Nowej Zelandii, Europy, Afryki Północnej i Bliskiego Wschodu. Nagrody Anita Borg Prize przyznaje także Instytut Informatyki i Inżynierii Uniwersytetu Nowej Południowej Walii.